# Mioarele (Cicănești), Argeș
Mioarele este un sat în comuna Cicănești din județul Argeș, Muntenia, România.